# Fedjeosen
Der Fedjeosen ist eine Meerenge in der norwegischen Provinz Vestland. Er trennt die Inselgemeinde Fedje im Norden von der zu Øygarden gehörenden Insel Nordøyna im Süden. An seinem östlichen Ende trifft er auf den Fedjefjord und setzt sich nach Süden als Hjeltefjord fort. Die Einfahrt von der Nordsee in den Fedjeosen wird durch den Leuchtturm Hellisøy fyr geleitet.
Am westlichen Ende des Fedjeosen wurde 2013 bei Untersuchungen für eine neue Ölpipeline in etwa 250 Metern Tiefe das Wrack des am 12. April 1945 vom britischen U-Boot HMS Tapir versenkten deutschen U-Bootes U 486 gefunden. Ein weiteres deutsches U-Boot U 864 sank nur etwa zwei Kilometer weiter nördlich.